# Ngân hàng tư vấn
Một ngân hàng tư vấn (còn được gọi là ngân hàng thông báo) thông báo cho người thụ hưởng (nhà xuất khẩu) rằng thư tín dụng (L/C) được mở bởi một ngân hàng phát hành cho người yêu cầu (nhà nhập khẩu) có sẵn. Trách nhiệm của một ngân hàng tư vấn là xác thực thư tín dụng do tổ chức phát hành phát hành để tránh gian lận. Ngân hàng tư vấn không nhất thiết phải chịu trách nhiệm thanh toán tín dụng mà ngân hàng này tư vấn cho người thụ hưởng. Ngân hàng tư vấn thường được đặt tại quốc gia của người thụ hưởng. Nó có thể là (1) một văn phòng chi nhánh của ngân hàng phát hành hoặc ngân hàng đại lý, hoặc (2) một ngân hàng được chỉ định bởi người thụ hưởng. Một điểm quan trọng là người thụ hưởng phải thoải mái với ngân hàng tư vấn.
Trong trường hợp (1), ngân hàng phát hành thường gửi L/C thông qua văn phòng chi nhánh hoặc ngân hàng đại lý để tránh gian lận. Văn phòng chi nhánh hoặc ngân hàng đại lý duy trì (các) chữ ký mẫu trong hồ sơ nơi họ có thể kiểm tra lại chữ ký trên L/C và nó có một hệ thống mã hóa (khóa kiểm tra bí mật) để phân biệt L/C thật với L/C gian lận (xác thực).
Trong trường hợp (2), người thụ hưởng có thể yêu cầu người yêu cầu chỉ định ngân hàng của mình (ngân hàng của người thụ hưởng) là ngân hàng tư vấn trong đơn đăng ký L/C. Ở nhiều quốc gia, điều này có lợi cho những người thụ hưởng mà có thể tận dụng các khoản phí và lệ phí ngân hàng được giảm do các mối quan hệ đặc biệt với ngân hàng. Trong trường hợp bình thường, phí tư vấn là tiêu chuẩn và tối thiểu. Ngoài ra, sẽ thuận tiện hơn khi giao dịch với ngân hàng của chính người thụ hưởng so với việc giao dịch với ngân hàng mà người thụ hưởng không có tài khoản.